# 幸福のディッシュ
『幸福のディッシュ』（こうふくのディッシュ）は、原作・青木健生、作画・志水三喜郎による芳文社から発行されているコミックス。

## 概要
「美味しいものをみんなに食べさせたい!老舗天ぷら屋の次男坊・味見旬平はその思いから食品専門商社・本丸食品へ。自慢の料理の腕をいかして営業する!アイデア料理のレシピ満載の本格グルメコミック!」というコンセプトの元、2004年に第1巻が芳文社コミックスとして発刊された。しかしその後が続かず、2007年5月現在、第2巻は発行されていない。